# Haubenhäher
Der Haubenhäher (Platylophus galericulatus) ist ein südostasiatischer Vogel.
Früher zählte man den Haubenhäher zur Familie der Würger (Laniidae) oder den Rabenvögeln (Corvidae), seine genaue Zugehörigkeit ist umstritten. Die Art gilt als potenziell gefährdet.

## Merkmale
Der etwa 33 cm lange Haubenhäher ist bis auf je einen weißen Flecken an den Seiten des Nackens dunkel rötlichbraun (Weibchen) oder schwarz (Männchen) gefärbt. Die lange Haube besteht hauptsächlich aus zwei großen, nach vorn gedrehten Federn.
Diese Federkrone schnellt hin und her, wenn er seine krächzenden, rasselnden Schreie ertönen lässt. Die Flügel sind abgerundet. Sitzend nehmen die Vögel meist eine geduckte Position ein.

## Vorkommen und Lebensraum
Der Haubenhäher lebt in tropischen Tiefland-Regenwäldern und in Bergwäldern bis zu 800 m Höhe. Das Verbreitungsgebiet umfasst die Malaiische Halbinsel, Sumatra, Borneo, Java und die kleineren Inseln in der Nähe. Die Vögel kommen dort in tropischen Tieflandregenwäldern vor.

## Verhalten
Der Haubenhäher ernährt sich von großen Insekten und anderen Wirbellosen, die er im Blattwerk von Bäumen auf der mittleren und unteren Ebene des Waldes sucht. Vor Menschen und anderen Tieren zeigt der Vogel kaum Scheu. Während der Brutzeit werden sogar Menschen angegriffen, wenn diese den Nistplätzen zu nahe kommen.

## Fortpflanzung
Über die Fortpflanzungsbiologie des Haubenhähers ist kaum etwas bekannt. Wahrscheinlich sind die Vögel monogam und beide Eltern kümmern sich um die Jungvögel. Die festen, schalenförmigen Nester werden meist zwischen den niedrigen Ästen eines Baums oder in einem Strauch gebaut. Die Gelege bestehen meist aus zwei Eiern. Brutdauer und Nestlingszeit sind unbekannt.

## Systematik
Die Artbezeichnung galericulatus für den Haubenhäher wurde 1816 durch den französischen Zoologen Frédéric Cuvier eingeführt, im Jahr 1832 stellte der englische Ornithologe William Swainson die Gattung Platylophus auf, die seitdem monotypisch geblieben ist. Der Haubenhäher wird meist den Rabenvögeln (Corvidae) zugeordnet und gehört zweifellos zur Überfamilie Corvoidea. Sowohl morphologische als auch molekularbiologische Studien zeigen jedoch, dass die Art nicht nah mit den Rabenvögeln verwandt ist. Möglicherweise ist der Haubenhäher die Schwestergruppe der Würger (Laniidae). Einige Autoren stellen die Art deshalb in eine eigenständige Familie, die Platylophidae.
Es werden vier Unterarten unterschieden:
- Platylophus galericulatus ardesiacus (Bonaparte, 1850), Malaiische Halbinsel
- Platylophus galericulatus coronatus (Raffles, 1822), Sumatra und Borneo (ohne den Norden)
- Platylophus galericulatus galericulatus (Cuvier, 1816), Java
- Platylophus galericulatus lemprieri Nicholson, 1883, Nordborneo

## Belege
1. ↑  Platylophus galericulatus in der Roten Liste gefährdeter Arten der IUCN 2019. Eingestellt von: BirdLife International, 2019. Abgerufen am 17. November 2020.
2. 1 2 3 4  David W. Winkler, Shawn M. Billerman, Irby J. Lovette: Bird Families of the World: A Guide to the Spectacular Diversity of Birds. Lynx Edicions (2015), ISBN 978-8494189203. Seite 381.
3. ↑  A. Manegold: Composition and phylogenetic affinities of vangas (Vangidae, Oscines, Passeriformes) based on morphological characters. Journal of Zoological Systematics and Evolutionary Research, Volume 46, Issue 3, doi: 10.1111/j.1439-0469.2008.00458.x
4. 1 2  Knud A. Jønsson, Martin Irestedt, Jérôme Fuchs, Per G.P. Ericson, Les Christidis, Rauri C.K. Bowie, Janette A. Norman, Eric Pasquet, Jon Fjeldså. 2008. Explosive avian radiations and multi-directional disperal across Wallacea: evidence from the Campephagidae and other Crown Corvida (Aves). Molecular Phylogenetics and Evolution 47: 221–236. DOI: 10.1016/j.ympev.2008.01.017
5. ↑  Knud A. Jønsson, Pierre-Henri Fabre, Robert E. Ricklefs und Jon Fjeldså: Major global radiation of corvoid birds originated in the proto-Papuan archipelago. PNAS Februar 8, 2011 108 (6) 2328–2333; doi: 10.1073/pnas.1018956108
6. 1 2  Marie Aggerbeck, Jon Fjeldså, Les Christidis, Pierre-HenriFabrea, Knud Andreas Jønssonae: Resolving deep lineage divergences in core corvoid passerine birds supports a proto-Papuan island origin. Molecular Phylogenetics and Evolution, Volume 70, Januar 2014, Seite 272–285, doi: 10.1016/j.ympev.2013.09.027
7. ↑  Jimmy Gaudin, George Sangster, and Murray D. Bruce: A family name for the Crested Shrikejay Platylophus galericulatus. Bulletin of the British Ornithologists’ Club 141(3), 366–368, (10 September 2021). doi: 10.25226/bboc.v141i3.2021.a12
8. ↑  Crows, mudnesters, birds-of-paradise in der IOC World Bird List v10.2